# Saturnia pavonia
Saturnia pavonia (molia impărat) este o molie din familia Saturniidae. Aceasta este răspândit de-a lungul zonei palearctice și este singurul membru al familiei sale care poate fi întâlnit în Insulele Britanice.

## Galerie

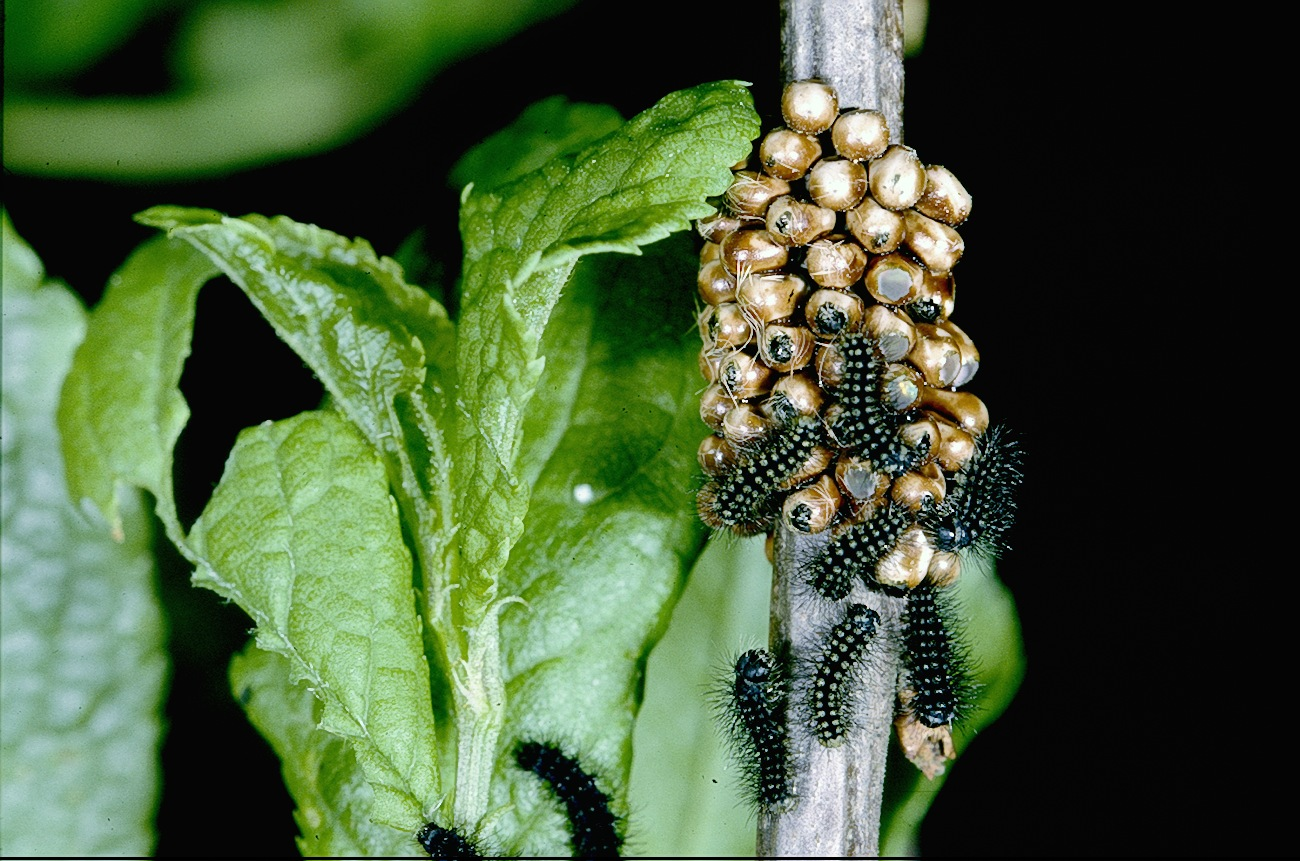
Omizi şi ouă
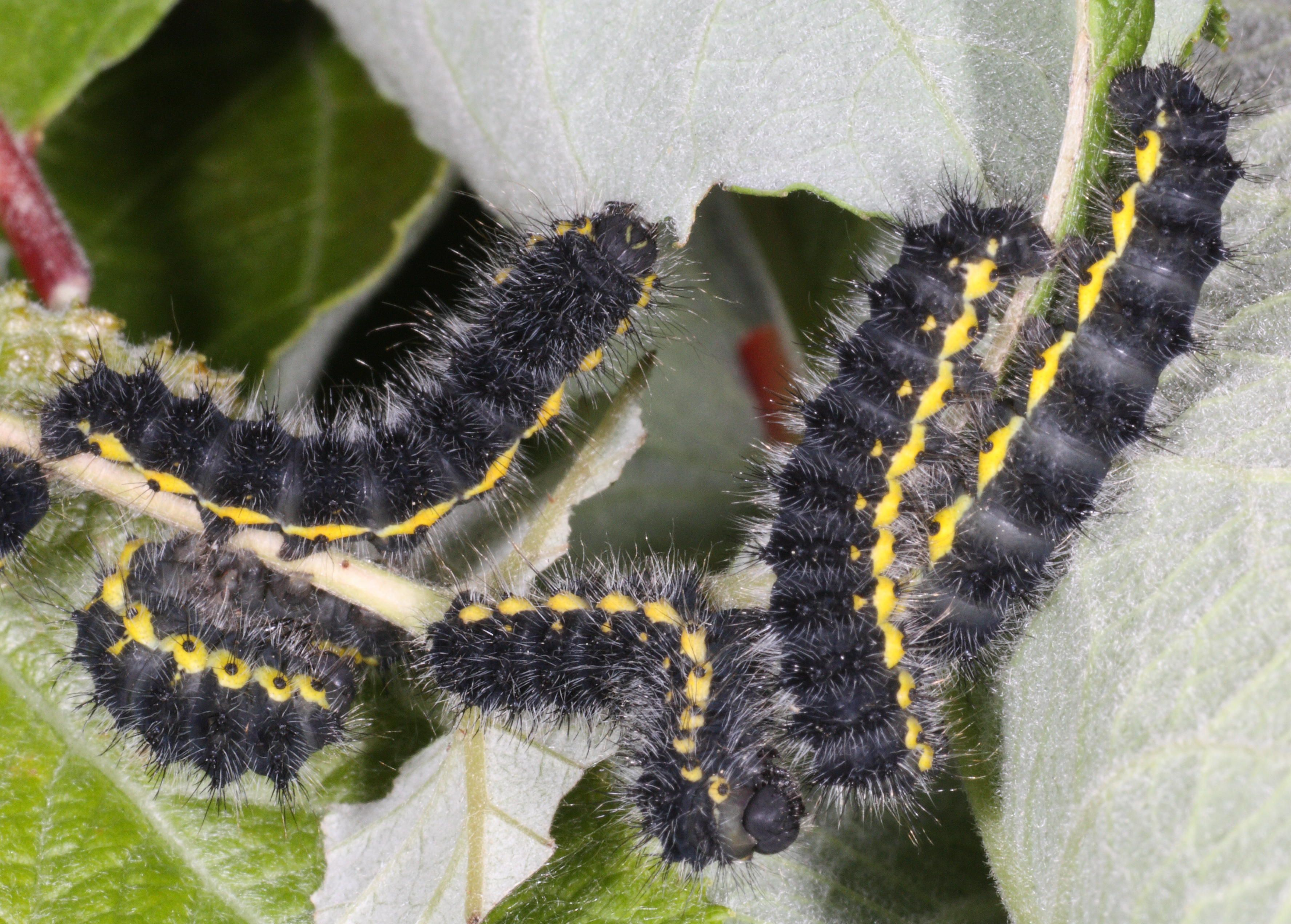
Larve Tânăr
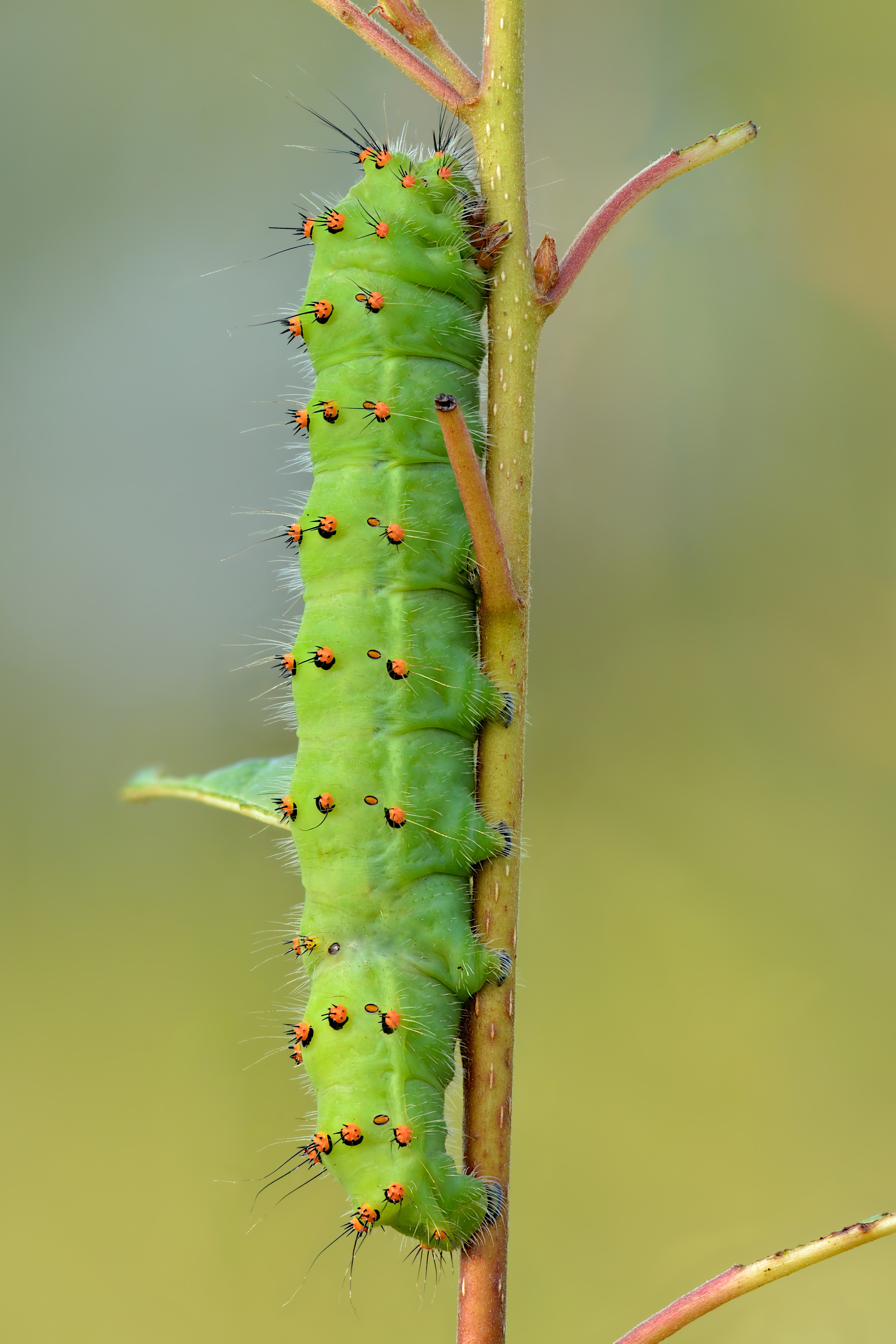
Omidă
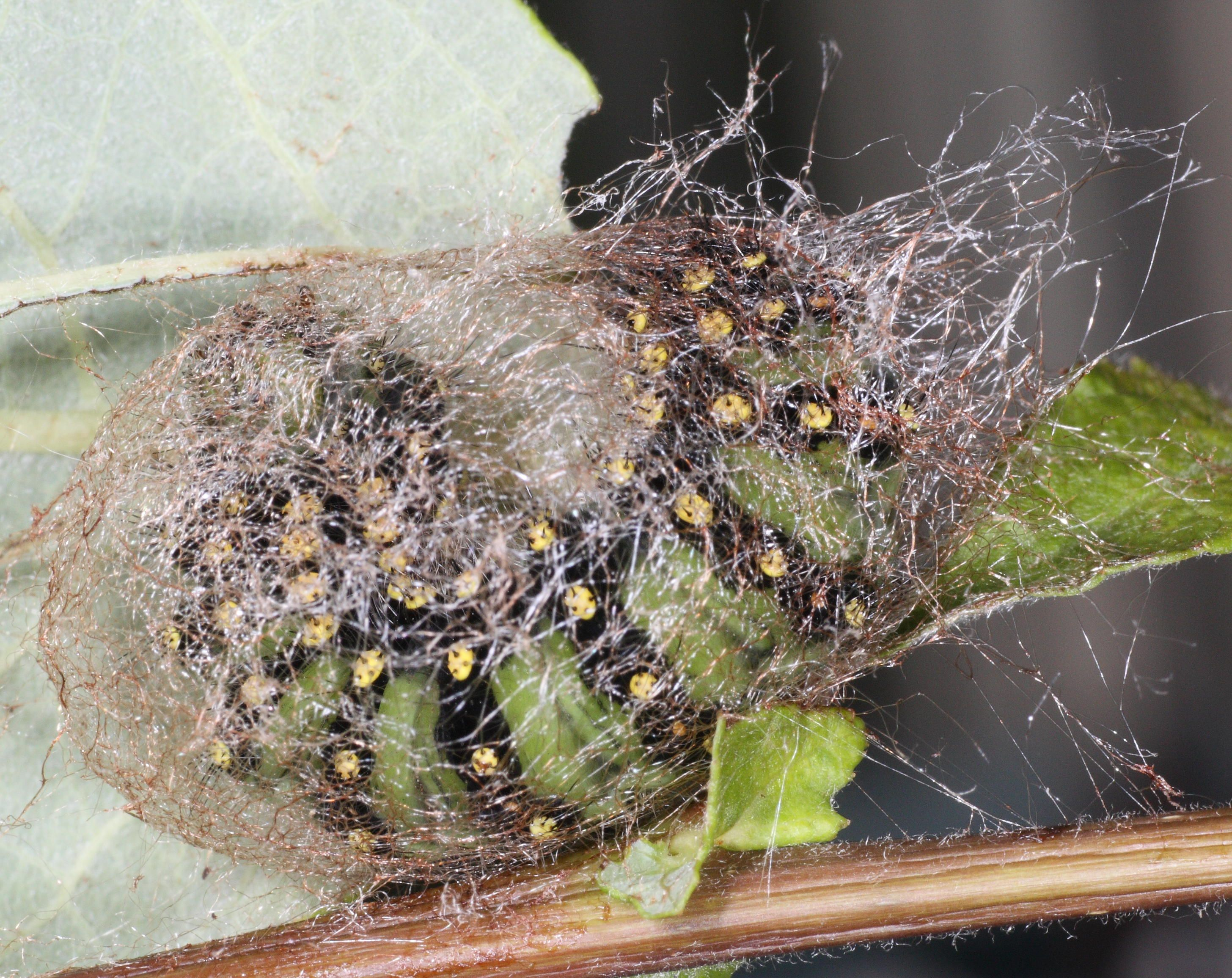
Pupe
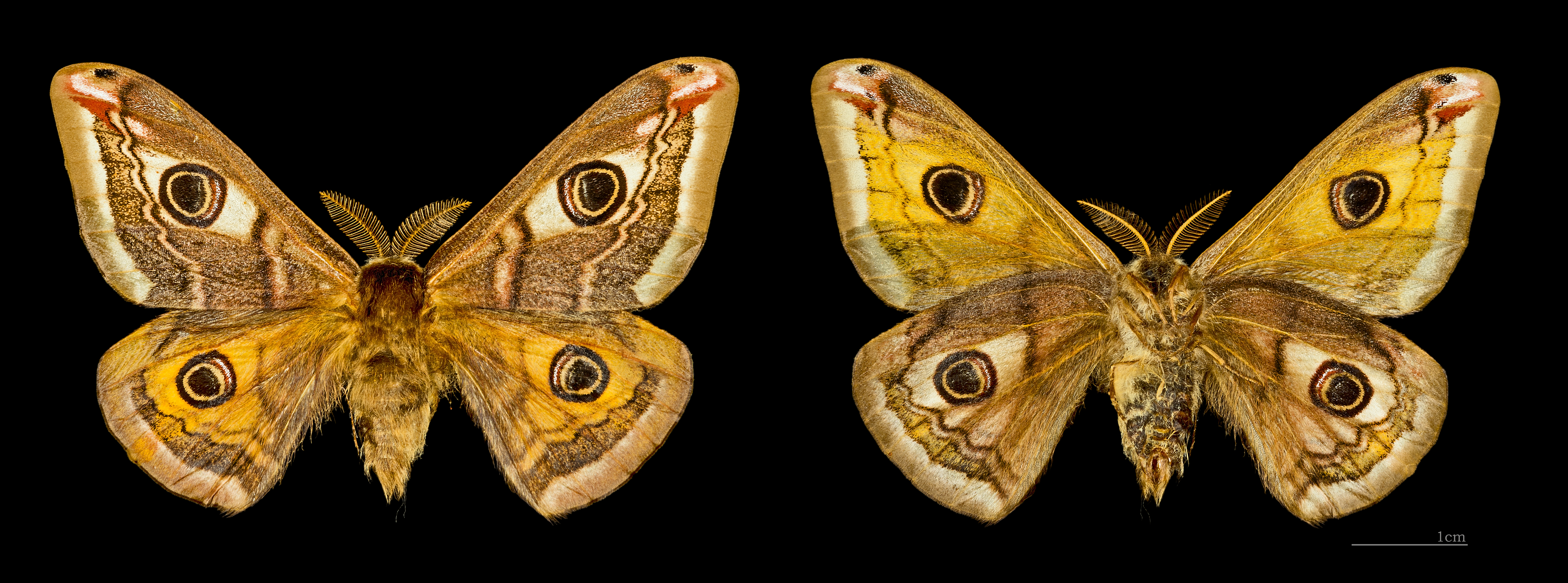
Ambele păţi ale unui mascul
Ambele părţi ale unei femele